# Beatrice Attura
Beatrice Attura (Roma, 5 novembre 1994) è una cestista statunitense con cittadinanza italiana.

## Carriera
Con l'Italia ha disputato i Campionati europei del 2021.

## Palmarès
- Campionato italiano: 1

Reyer Venezia: 2020-21